# Ельдорадо (фільм, 2008)
«Ельдорадо» (фр. Eldorado) — французько-бельгійський трагікомедійний дорожній фільм 2008 року, поставлений режисером Булі Ланнерсом у традиціях бельгійського сюрреалізму та абсурдизму. Світова прем'єра відбулася на 61-му Каннському міжнародному кінофестивалі, де фільм брав участь у програмі Двотижневика режисерів та здобув три фестивальні нагороди, зокрема Приз ФІПРЕССІ .
Фільм був висунутий від Бельгії кандидатом на премію Американської кіноакадемії «Оскар» у номінацію за найкращий фільм іноземною мовою, але не потрапив до кінцевого списку номінантів.

## Сюжет
Іван (Булі Ланнерс) веде самотній і доброчесний спосіб життя, заробляючи продажем класичних автомобілів. Якось він застає вдома грабіжника. Не розгубившись, він заганяє злочинця під ліжко, сідає поруч і чекає, коли порушник закону наважиться показатися йому на очі. Проте, познайомившись з лиходієм, Іван переймається до нього дружніми почуттями. Замість того, щоб викликати поліцію, він вирішує допомогти невдалому злодюжці, якому терміново потрібно на інший кінець Бельгії до батьків, та підкидає його на своєму вінтажному «Chevrolet» до місця.

## У ролях
| • Булі Ланнерс     | … | Іван                      |
| • Фабріс Адд       | … | Дідьє на прізвисько «Елі» |
| • Філіпп Наон      | … | колектор                  |
| • Дідьє Тупі       | … | натурист                  |
| • Франсуаза Шишері | … | мама Елі                  |
| • Стефан Ліберські | … | механік №1                |
| • Батист Ісайя     | … | механік №2                |
| • Жан-Жак Росен    | … | байкер №1                 |
| • Рено Раттен      | … | байкер №1                 |
| • Жан-Люк Меекер   | … | людина на парковці        |

## Знімальна група
- Автор сценарію — Булі Ланнерс
- Режисер-постановник — Булі Ланнерс
- Продюсер — Жак-Анрі Бронкар
- Співпродюсери — Олів'є Бронкар, Жером Відаль, Арлетт Зільберберг
- Оператор — Жан-Поль де Заєтіж
- Композитори — Коен Жизен, Рено Майєр, Ан П'єрле
- Монтаж — Евін Рикерт
- Художник-постановник — Пол Росчоп
- Художник з костюмів — Еліз Ансьон

## Нагороди та номінації
| Список нагород та номінацій         | Список нагород та номінацій | Список нагород та номінацій                                | Список нагород та номінацій | Список нагород та номінацій | Список нагород та номінацій |
| Кінофестиваль/Кінопремія            | Рік                         | Категорія                                                  | Номінант(и)                 | Результат                   | Дж                          |
| ----------------------------------- | --------------------------- | ---------------------------------------------------------- | --------------------------- | --------------------------- | --------------------------- |
| Каннський міжнародний кінофестиваль | 2008                        | Приз ФІПРЕССІ                                              | Ельдорадо                   | Перемога                    |                             |
| Каннський міжнародний кінофестиваль | 2008                        | Нагорода «Комплімент молоді»                               | Ельдорадо                   | Перемога                    |                             |
| Каннський міжнародний кінофестиваль | 2008                        | Приз Label Europa Cinemas                                  | Ельдорадо                   | Перемога                    |                             |
| Каннський міжнародний кінофестиваль | 2008                        | Приз Міжнародної конфедерації художнього кіно (C.I.C.A.E.) | Ельдорадо                   | Номінація                   |                             |
| Гамбурзький кінофестиваль           | 2008                        | Нагорода «Art Cinema»                                      | Ельдорадо                   | Номінація                   |                             |
| Гамбурзький кінофестиваль           | 2008                        | Нагорода «Молодий талант»                                  | Булі Ланнерс                | Номінація                   |                             |
| Премія Андре Каванса                | 2008                        | Найкращий фільм року                                       | Ельдорадо                   | Перемога                    | [ 6 ]                       |
| Премія «Сезар»                      | 27.07.2009                  | Найкращий фільм іноземною мовою                            | Ельдорадо                   | Номінація                   |                             |